# Терористичний акт у мінському метро
53°54′07″ пн. ш. 27°33′41″ сх. д. / 53.9019° пн. ш. 27.5614° сх. д.

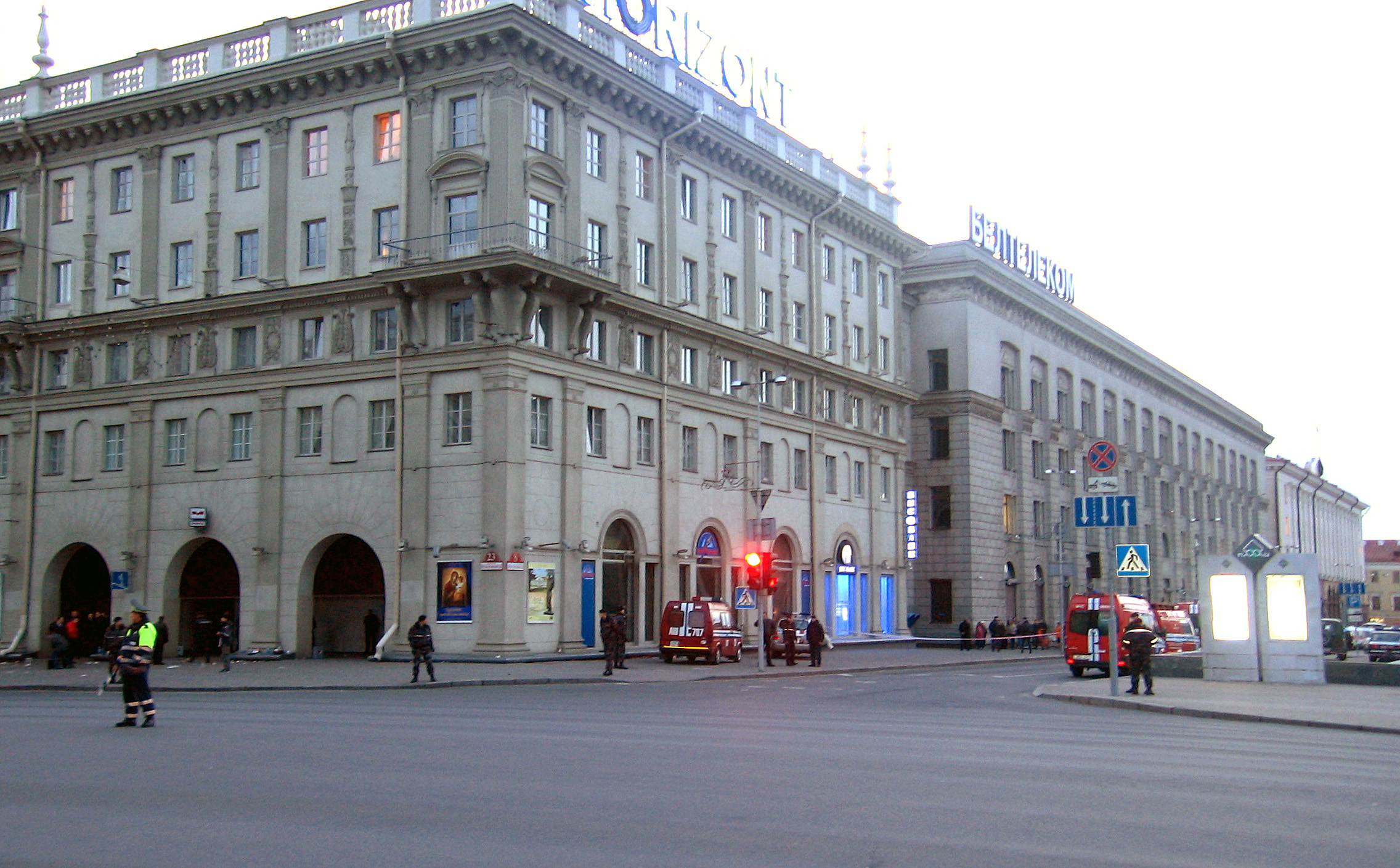
Вихід із станції метро "Жовтнева "через 2 години після трагедії

Вибух на станції метро «Жовтнева» — терористичний акт, що стався 11 квітня 2011 року в столиці Білорусі, Мінську. За словами очевидців, вибух стався між другим і третім вагонами у потязі, що мав рухатися до станції «Інститут Культури». За даними начальника пресслужби ГУВС Мінського міського відділу міліції, вибух стався поблизу другого вагону. Відповідно до оприлюднених даних, кількість загиблих становила 14 осіб.
Попередній перелік постраждалих від вибуху в мінському метро був опублікований газетою «Комсомольська правда в Білорусі». Інформація була надана 2-ю міською лікарнею, 1-ю міської клінічною лікарнею та дитячим хірургічним центром при цій клініці.

## Хронологія подій

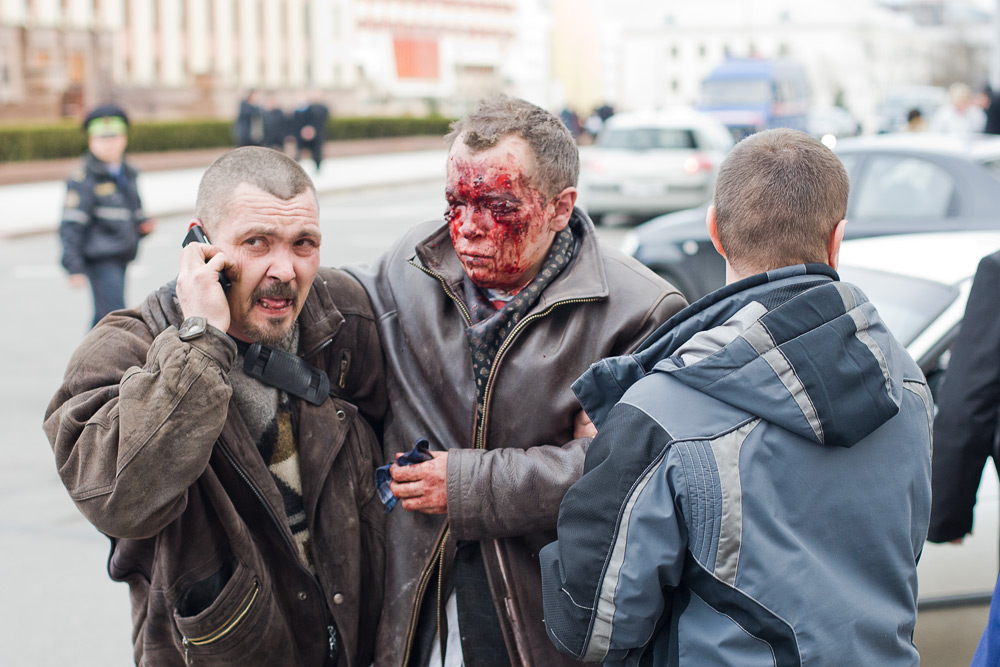
Постраждалі від вибуху

Диспетчерська мінського метрополітену підтвердила, що вибух на станції метро «Жовтнева» стався о 17:56 за місцевим часом. Пізніше було оголошено, що здетонував невідомий пристрій. Спочатку Білоруське телеграфне агентство повідомляло про наявність загиблих, але їхня кількість не уточнювалася. Попри сильне задимлення, люди без паніки залишали метро і, хто міг, надавав допомогу жінкам і дітям. На виходах із метро в напрямку ГУМу та в бік Будинку офіцерів розташували поранених, деякі з них були непритомними, з дуже важкими пораненнями.
Постраждалих скеровували до найближчих від станції метро «Жовтнева» лікарень, потім — до 1-ї, 2-ї, 3-ї й 6-ї столичних клінік. До другої клінічної лікарні Мінська доставили 23 постраждалих. Один із медпрацівників повідомив, що більшість постраждалих від вибуху перебували у важкому психологічному стані.
Після вибуху рух проспектом Незалежності для автівок був перекритий, а рух Московською лінією перекритий повністю. На станціях метро «Площа Якуба Коласа» і «Площа Леніна» пасажирам не дозволявся вхід до метро. Вибух, ймовірно, викликав обвал конструкцій. Фігурувала інформація про те, що від вибуху над ескалатором обвалилася стеля, але пізніше вона була спростована. До станції метро прибули пожежники, понад двадцять бригад швидкої допомоги та медична служба МНС. На місці події працювали співробітники МНС, КДБ і МВС. За словами очевидців, від вибуху на пероні утворилася півметрова вирва, що підтвердив прессекретар мінської міліції Олександр Ластовський.
Помічник начальника Мінського міського управління Віталій Дімбовскі повідомив, що «на станції метро „Жовтнева“ було чутно сильний удар».
У пресслужбі глави держави повідомляли, що Олександр Лукашенко проведе термінову нараду щодо вибуху в метро. Національна державна телерадіокомпанія Республіки Білорусь повідомила, що на місце події прибув президент, який заявив, що «взяв ситуацію в Мінську під особистий контроль».
Заступник комітету з охорони здоров'я Дмитро Піневич повідомив, що інформацію про постраждалих в мінському метро можна буде отримати в службі 103. Агентство «Інтерфакс-Захід», з посиланням на джерела в правоохоронних органах, повідомило, що основною версією вибуху в мінському метро є теракт.
Незабаром після події виникли перебої в роботі інтернету і мобільного зв'язку через велику кількість запитів на сайти новин і телефонних дзвінків білоруських громадян.

## Розслідування та суд
Винними у скоєнні теракту білоруський суд визнав Дмитра Коновалова (біл. Дзмітрый Канавалаў) та Владислава Ковальова (біл. Уладзіслаў Кавалёў). Дмитра Коновалова суд звинуватив у тому, що він виготовив вибуховий пристрій, приніс його в метро та вчинив вибух, а також у вчиненні теракту від 3 липня 2008 року. На суді Дмитро Коновалов визнав свою провину, але не спромігся пояснити численні розбіжності у наданих свідченнях із результатами висновків експертів та свідченнями інших осіб. Відповідно до його свідчень, він виготовляв бомбу в себе на кухні за відсутності вдома батьків, шляхом стоплення аміачної селітри та «інших вибухових речовин». Про мету та сенс цього теракту Дмитро відповідав одне і те саме: «З метою дестабілізації становища в Республіці Білорусь». Владислава Ковальова суд звинуватив у переховуванні вибухового пристрою, співучасті в організації теракту та у тому, що він знав, але не сповістив КДБ про підготовку до злочину. Своєї провини Владислав не визнав, окрім тієї частини, що йому було відомо про підготовку до вибуху. 30 листопада 2011 року звинувачуваним за різними статтями Дмитру та Владиславу було винесено однакові вироки — розстріл. Попри це, багато людей в Білорусі та за її межами, зокрема й правозахисники, виборювали скасування такого вироку з огляду на непрозорість судового процесу. Петицію з цим проханням підписали понад 45 тисяч осіб.
17 та 18 березня 2012 року обвинувачених у терактах Дмитра Коновалова і Владислава Ковальова було розстріляно.